# Ivana Lovrić
Ivana Lovrić, née le  1er septembre 1984 à Zagreb, est une joueuse internationale croate de handball évoluant au poste de demi-centre. 

## Biographie
Ivana Lovrić a notamment participé avec l'équipe nationale croate au championnat du monde au Brésil en 2011 puis aux Jeux olympiques de 2012  terminé à la 7e place.
Fin novembre 2014, elle signe Nantes LA pour une saison et demie.
Elle signe en 2016 au Sambre Avesnois Handball (SAHB), club de Nationale 1 féminine. après avoir gagné la montée en deuxième division à l'été 2017, elle quitte le club à l'issue de la saison 2017-2018.

## Palmarès

### En club
compétitions internationales
- finaliste de la coupe Challenge en 2013 (avec ŽRK Samobor)

compétitions nationales
- championne de France en 2009 (avec Metz Handball)
- vainqueur de la coupe de Croatie en 2007 (avec ŽRK Lokomotiva Zagreb)
- vainqueur de la coupe de la Ligue en 2009 (avec Metz Handball)
- finaliste de la coupe de France en 2009 (avec Metz Handball)

### Sélection nationale
Jeux olympiques
- 7e place aux Jeux olympiques d'été de Londres en 2012

championnat du monde
- 7e place du championnat du monde 2011